# Iancului (metropolitana di Bucarest)
Iancului è una stazione della linea M1 della metropolitana di Bucarest.
La stazione sorge vicino al liceo Iulia Hasdeu.